# Liste der Kulturdenkmäler in Hundsangen
In der Liste der Kulturdenkmäler in Hundsangen sind alle Kulturdenkmäler der rheinland-pfälzischen Ortsgemeinde Hundsangen aufgeführt. Grundlage ist die Denkmalliste des Landes Rheinland-Pfalz (Stand: 21. Dezember 2021).

## Einzeldenkmäler
| Bezeichnung                      | Lage                                               | Baujahr                  | Beschreibung                                                                   | Bild                           |
| -------------------------------- | -------------------------------------------------- | ------------------------ | ------------------------------------------------------------------------------ | ------------------------------ |
| Katholische Pfarrkirche St. Goar | Mittelstraße 4 Lage                                |                          | romanischer Westturm, barocker Saalbau 1722–26                                 | weitere Bilder Fotos hochladen |
| Wohnhaus                         | Mittelstraße 7 Lage                                | 1719                     | Fachwerkhaus, teilweise massiv, bezeichnet 1719                                | Fotos hochladen                |
| Wohnhaus                         | Mittelstraße, zu Nr. 21 Lage                       | um 1700                  | Fachwerkhaus, teilweise massiv, um 1700, im 19. Jahrhundert erweitert          | Fotos hochladen                |
| Wohnhaus                         | Mittelstraße 25 Lage                               | 17. oder 18. Jahrhundert | Fachwerkhaus mit Niederlass, verkleidet, wohl aus dem 17. oder 18. Jahrhundert | Fotos hochladen                |
| Brunnen                          | Oberstraße, bei Nr. 41 Lage                        | 19. Jahrhundert          | Laufbrunnen, 19. Jahrhundert                                                   | weitere Bilder Fotos hochladen |
| Wasserbehälter                   | nordwestlich des Ortes an der B 8 Lage             | 1913                     | Basaltbau, bezeichnet 1913                                                     | weitere Bilder Fotos hochladen |
| Wegekreuz                        | südwestlich des Ortes an der K 158; Flur Kaft Lage |                          | Steinkreuz, eventuell noch mittelalterlich                                     | weitere Bilder Fotos hochladen |